# 해남 정씨
해남 정씨(海南鄭氏)는 전라남도 해남군을 본관으로 하는 한국의 성씨이다. 시조는 조선에서 생원을 지낸 정공유(鄭公裕)이다.

## 참고 자료
- “해남정씨(海南鄭氏)”. 뿌리를 찾아서.[깨진 링크(과거 내용 찾기)]